# هاهندورف
هاهندورف (انگلیسی: Hahndorf, South Australia) یک منطقه مسکونی در ایالات استرالیای جنوبی است.

## نگارخانه

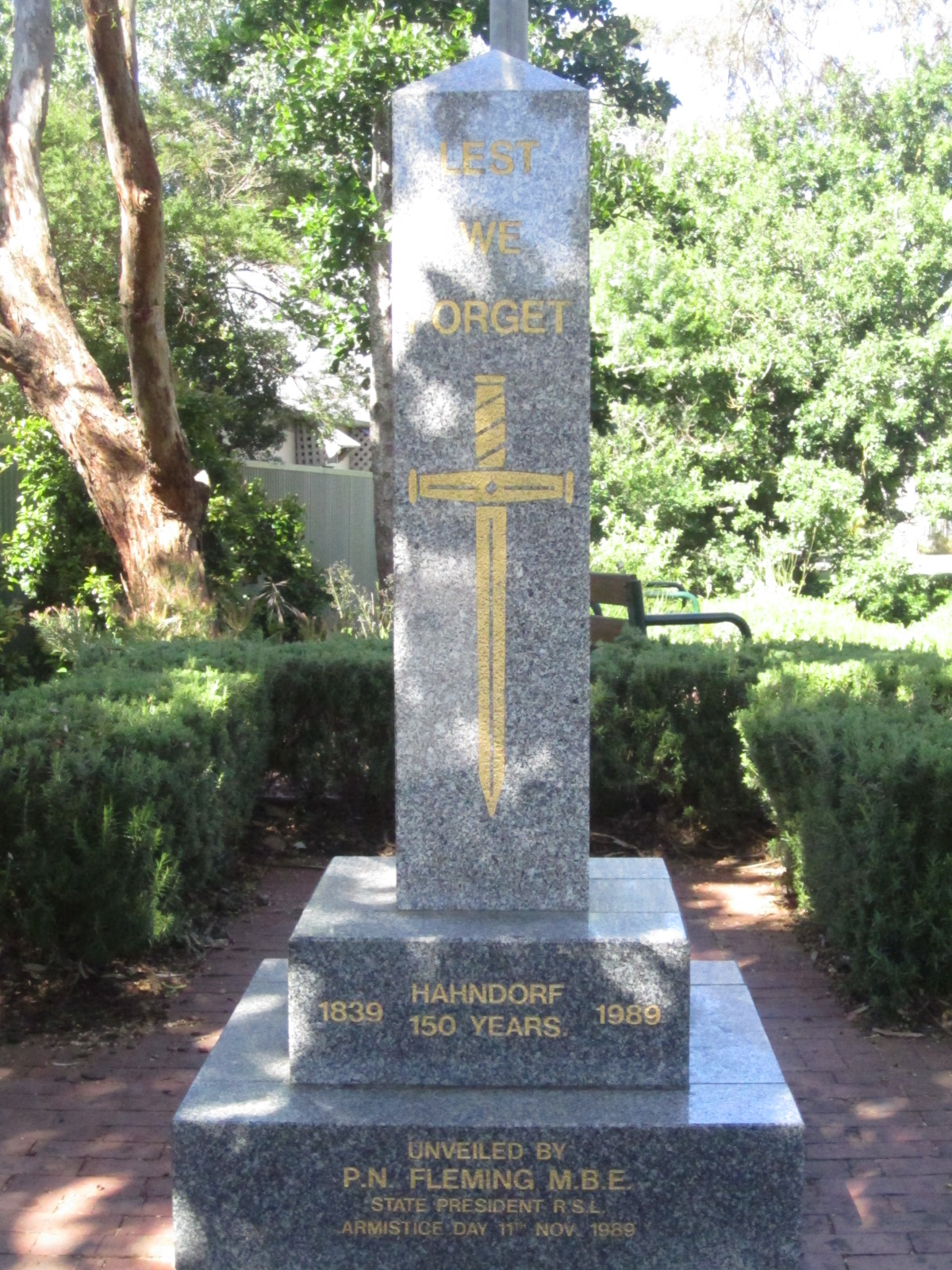
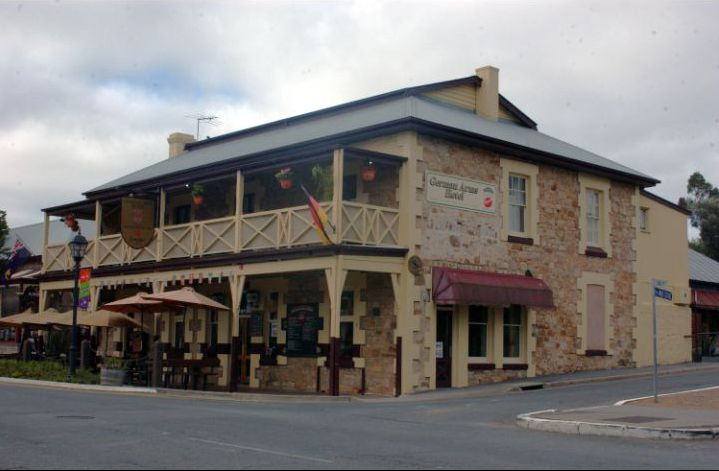
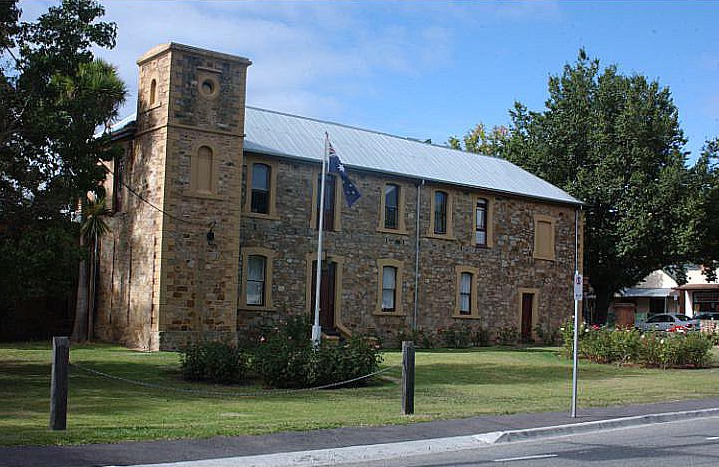
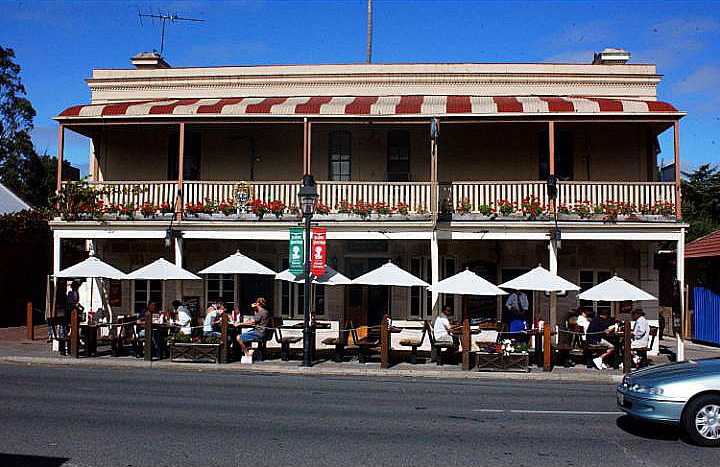
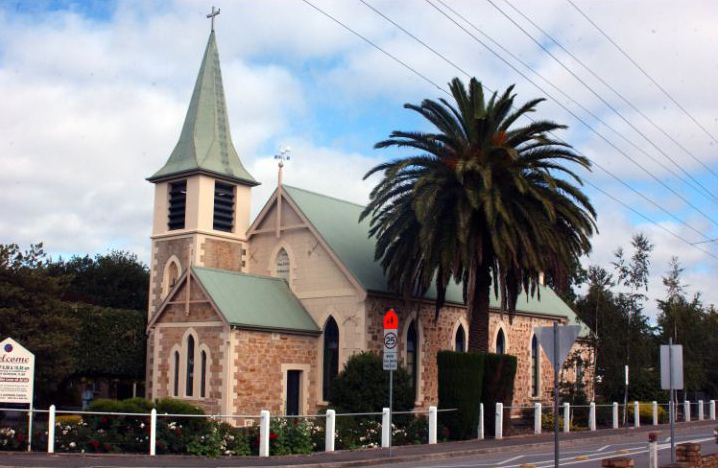